# Netbook

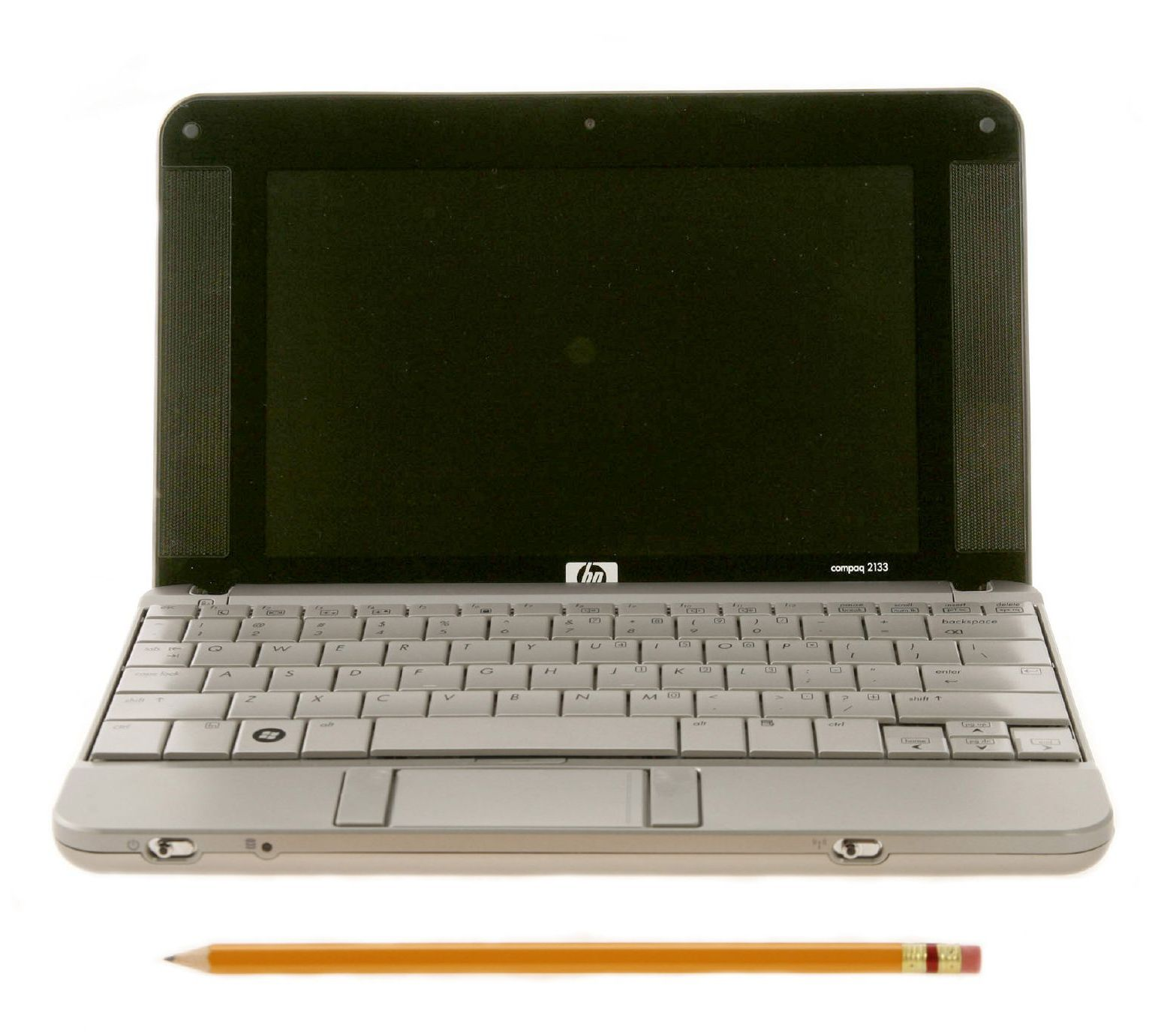
HP 2133 Mini-Note PC (2008)

Als Netbook wird eine Klasse von Notebooks bezeichnet, die besonders auf Mobilität und einen niedrigen Preis ausgelegt sind, und die dafür bei der Leistungsfähigkeit und Ausstattung deutliche Kompromisse eingehen; obwohl sie insbesondere als mobile Internet-Clients konzipiert sind, verfügen nur wenige Modelle über ein integriertes Mobilfunk-Modem. Netbooks waren von 2007 bis ungefähr 2011 populär, Tablets und Convertibles lösten die Netbooks weitgehend ab. 

## Konzept

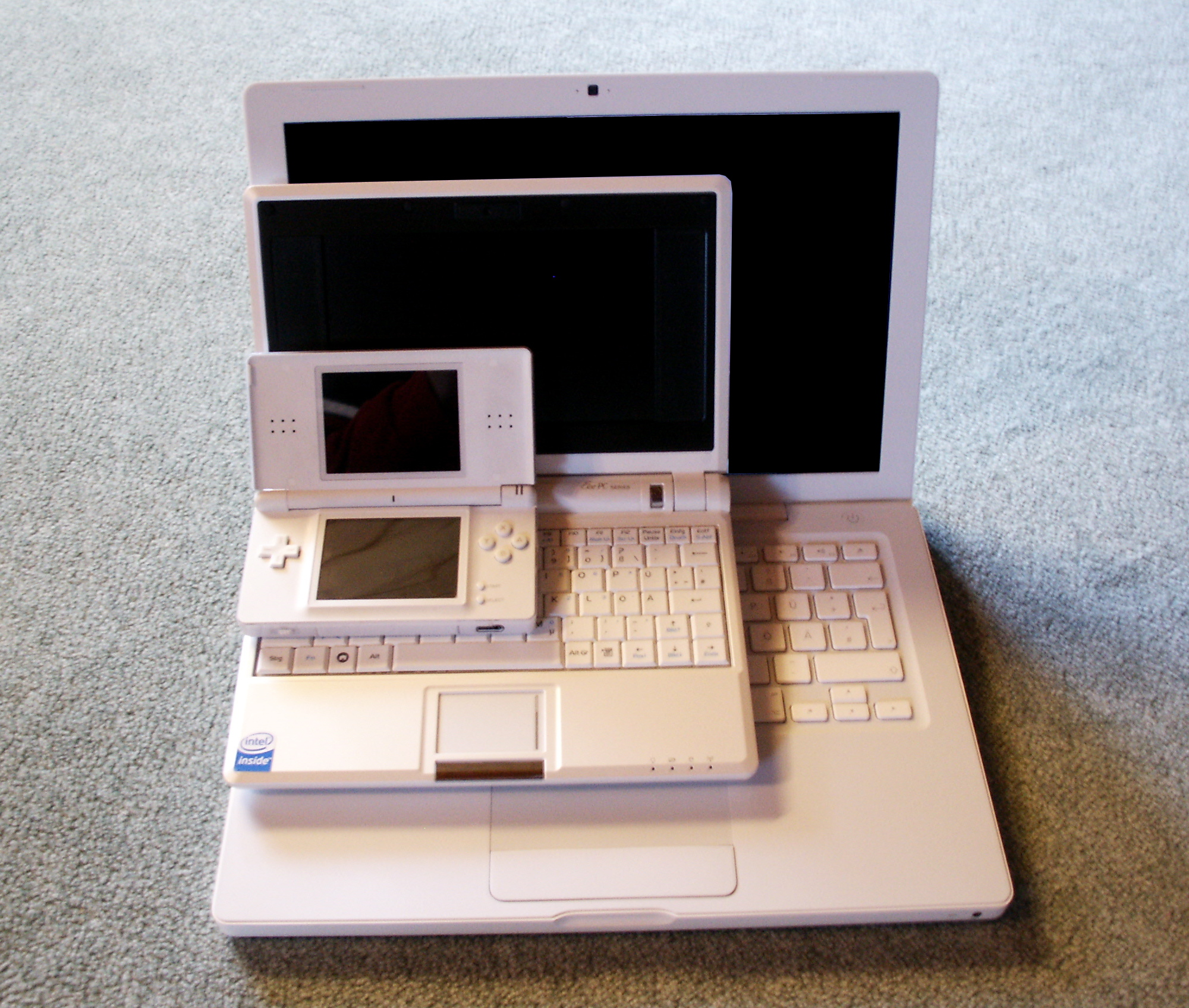
Größenveranschaulichung (klein nach groß, vorne nach hinten):
Nintendo DS Lite, Asus Eee PC und
Apple MacBook (13″-Notebook) (Modelljahre um 2007)

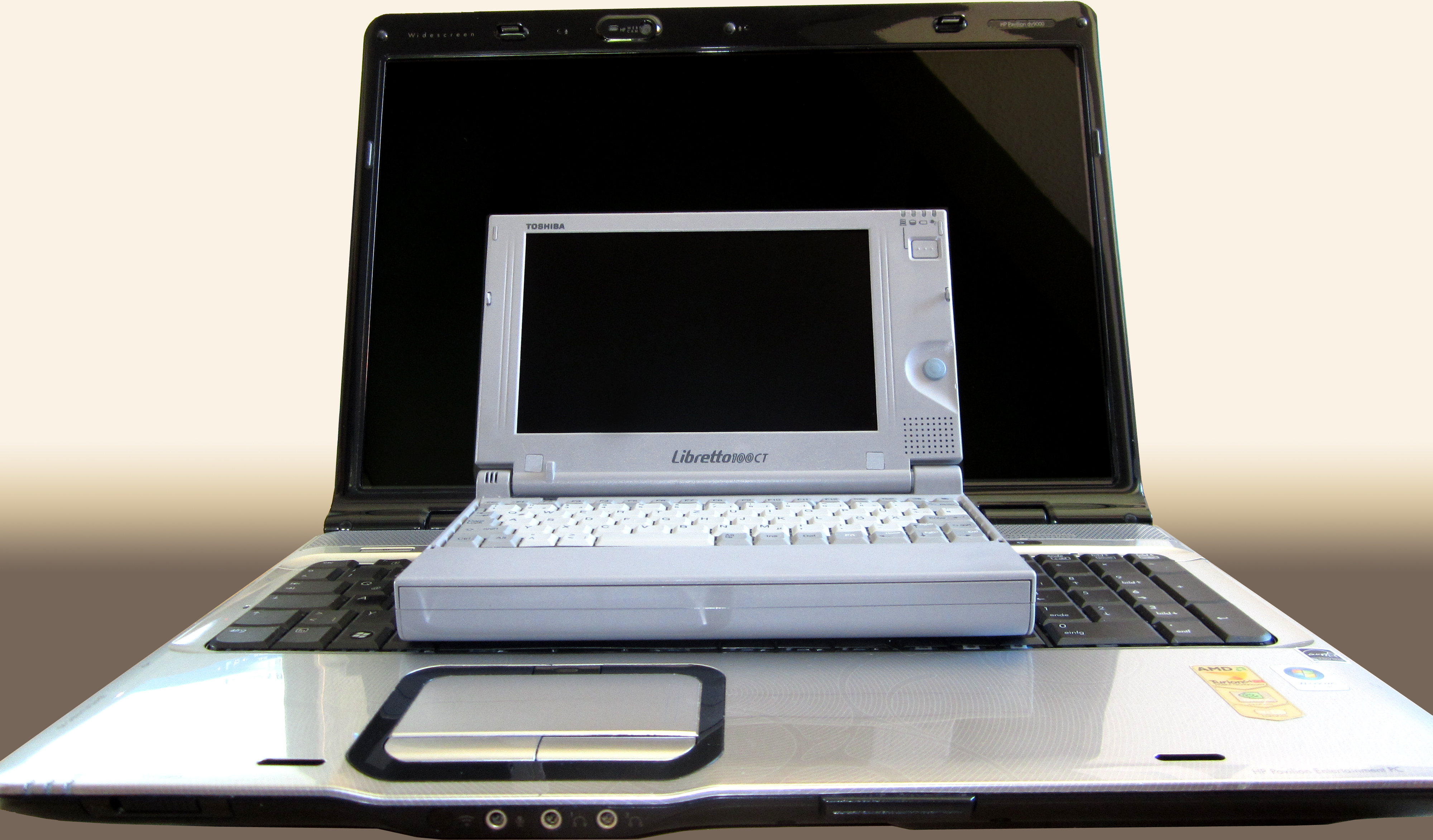
Übliches 17″-Breitbild-Notebook (HP Pavilion DV9769eg, 2008) im Vergleich zum „Mini-Notebook“ Toshiba Libretto 100CT von 1997

Netbooks wurden entworfen, um mit Browserfunktionen im Intranet oder im Web zu surfen oder Webapplikationen zu verwenden. Sie sind leistungsschwächer als konventionelle Notebooks, z. B. mit kleinen Festplatten und schwächeren Prozessoren. Dadurch konnten Preisvorteile gegenüber seinerzeit teureren kompakten Notebooks mit ähnlicher Displaygröße erzielt werden.
Das Display von Netbooks hat in der Regel eine Bilddiagonale von 18 bis 30 cm (7 bis 11,6″), ein optisches Laufwerk ist grundsätzlich nicht integriert. Netbooks haben nur selten einen Touchscreen. Hingegen haben sie eine vollwertige PC-Tastatur mit Funktionstastenreihe (aber ohne separaten Cursortasten- und Ziffernblock) und ein Touchpad.
Als Betriebssystem kamen ursprünglich verschiedene Linux-Distributionen und später Microsoft Windows XP zum Einsatz, denn die Rechenleistung war bei den meisten Netbooks für Windows Vista nicht ausreichend. Mit dem Verkaufsstopp von Windows XP am 22. Oktober 2010 war auch die Auslieferung von neuen Netbooks mit XP nicht mehr möglich, sodass fortan Netbooks überwiegend mit dem verhältnismäßig ressourcenschonenden Windows 7 Starter ausgestattet waren.
Da jedoch das Netbook von den meisten Kunden einfach nur als günstiges Notebook wahrgenommen und verwendet wurde, existierte schon 2009 ein Trend zu stärkeren Komponenten, um den Kundenerwartungen entgegenzukommen. Mit dieser neuen Geräteklasse verschwamm die Grenze zu den seinerzeit so benannten Subnotebooks. Mit neueren, leistungsstärkeren Modellen mit mehr als 2 GB RAM und einem hochauflösenden 12,1″-Display wurde zu jener Zeit auch Windows 7 Home Premium verwendet.

## Geschichte

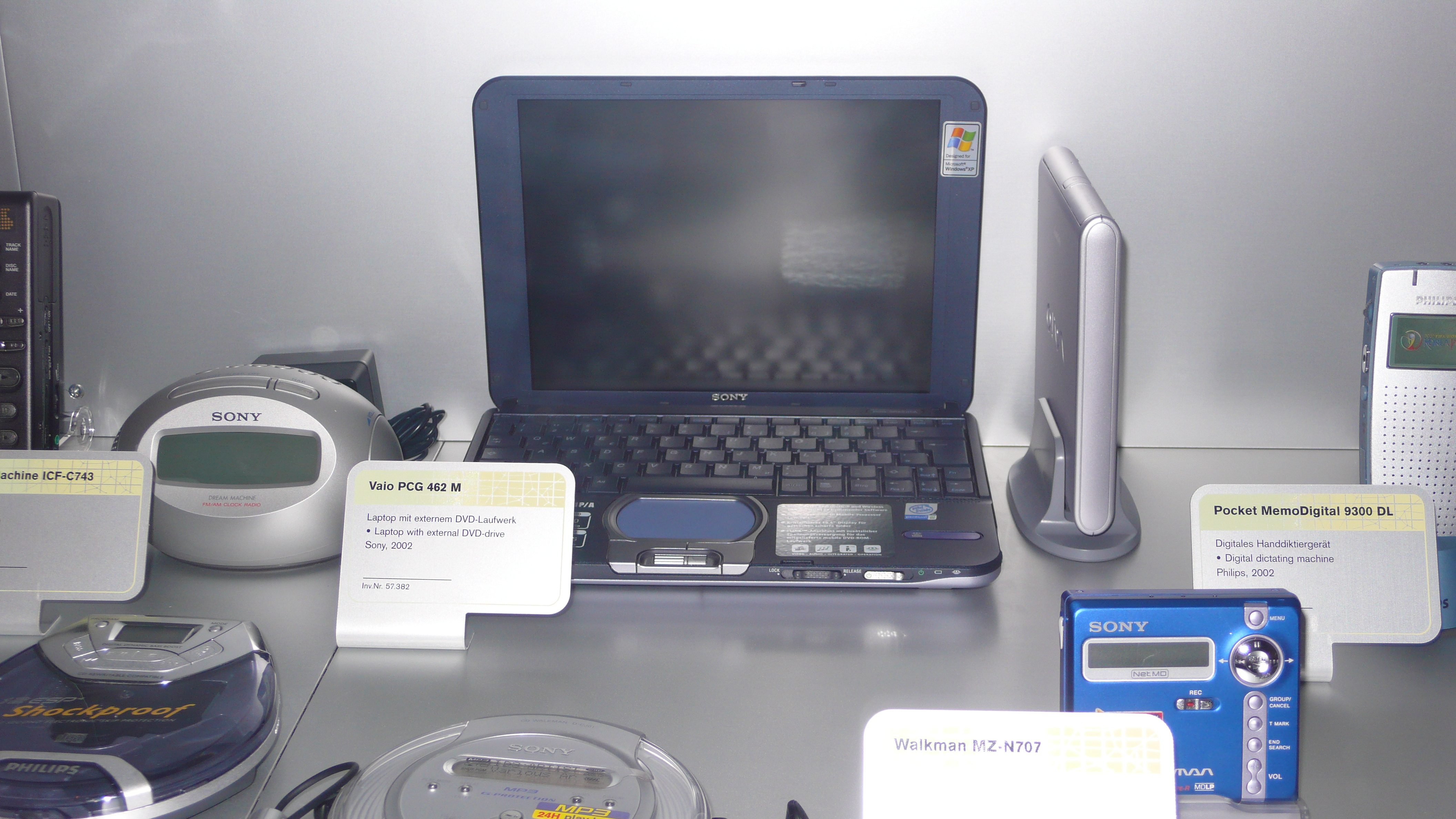
Sony-VAIO mit externem DVD-Laufwerk, 2002

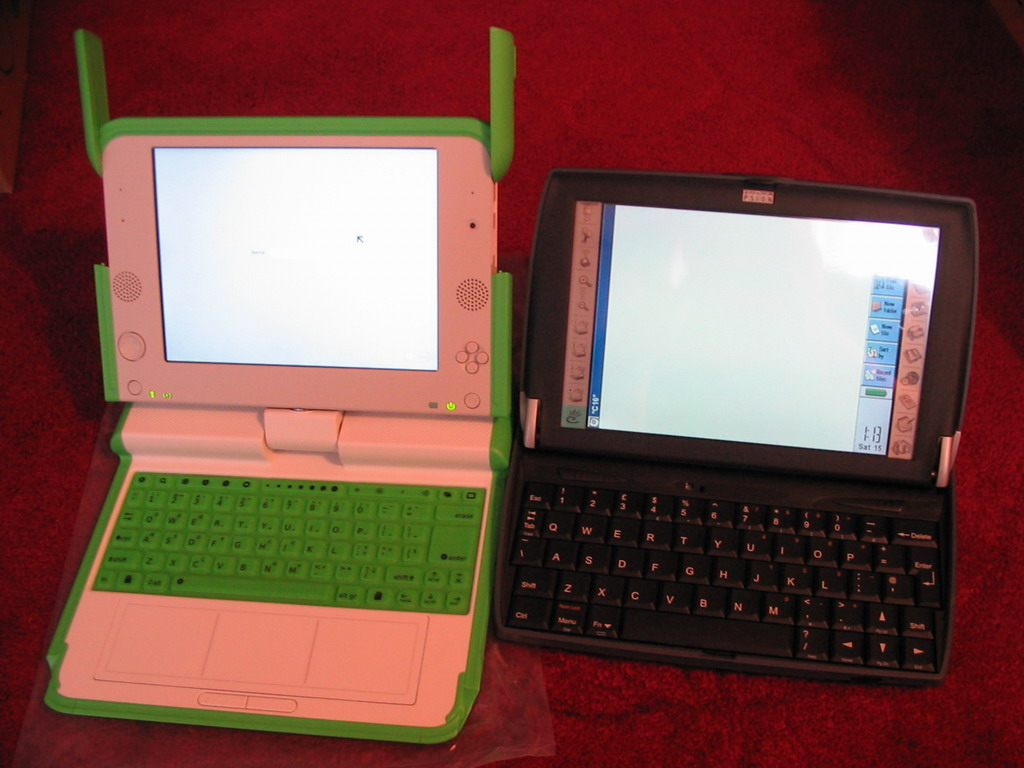
Das erste Gerät mit der Bezeichnung „Netbook“ von Psion (rechts) neben einem OLPC XO-1 (links), 2007

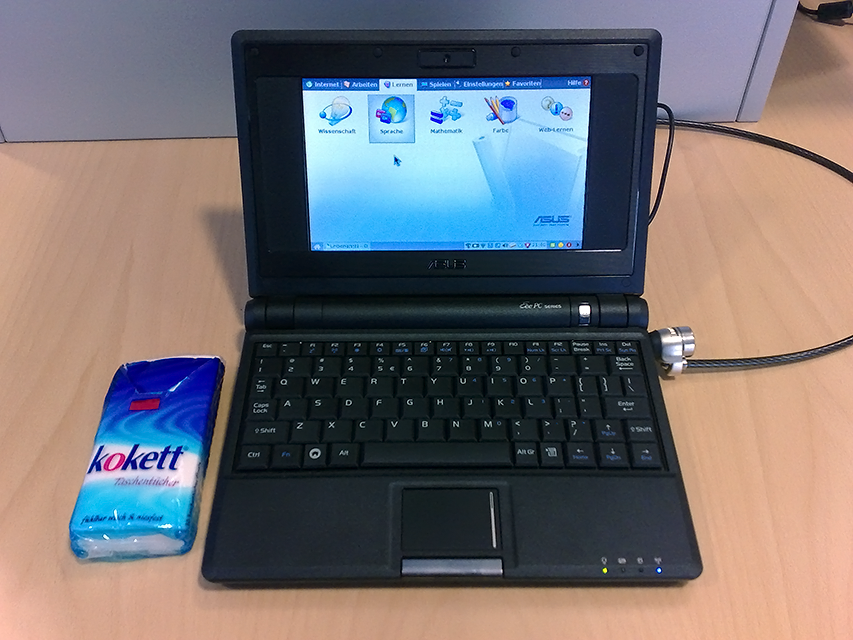
Größenvergleich zwischen dem Asus Eee PC 701 und einem Päckchen Taschentücher, 2008

In der zweiten Hälfte der 1990er Jahre wurden Notebooks unterhalb der seinerzeitigen Standardgröße (13″ bis 17″) als „Mini-Notebooks“ bezeichnet (siehe z. B. c’t 15/1998: „Bewegung im Mini-Notebook-Markt“). Der erste in Deutschland bekanntere Typ war das Libretto von Toshiba, das bei Markteinführung über 5000 DM kostete. In Ostasien gab es 1998/99 einen Trend zu Mini-Notebooks; diese konnten sich in Europa nicht durchsetzen. Die Kategorie verschwand daraufhin – mit Ausnahme einiger Acer-, Toshiba- und Sony-Modelle – für einige Jahre vom Markt. Diese Gerätekategorie, nach der damaligen Preis- und Leistungsdefinition weiterhin teuer und leistungsfähig, wurde seinerzeit als „Subnotebooks“ vermarktet.
Die Idee, ein sehr kleines und mit nur begrenzter Leistung ausgestattetes Notebook anzubieten, gab es bereits lange vor den Netbooks, derartige Geräte spielten aber am Markt nur eine untergeordnete Rolle. Ein Beispiel hierfür ist ein Gerät des Herstellers Psion aus dem Jahr 2000, das erstmals die Bezeichnung „Netbook“ verwendete.
Weitere in Bezug auf ihre geringe Größe und eingeschränkte Leistung mit heutigen Netbooks vergleichbare Geräte waren der OLPC XO-1 (2005) und Intels Classmate PC (2007). Beide Geräte waren zunächst als günstige und robuste Notebooks für den Einsatz durch Schüler in Schwellenländern gedacht; ein Verkauf an private Kunden war zunächst nicht vorgesehen. Die Geräte waren jedoch einige Zeit später auch in Europa und den USA erhältlich; zum Teil jedoch nur unter der Bedingung, ein weiteres zu spenden.
Auf einer sehr ähnlichen Basis, jedoch für erwachsene Privatkunden gedacht, entstanden schließlich die Ende der 2000er-Jahre als Netbook bezeichneten Geräte. Das erste Netbook dieser Art war der Asus Eee PC 700, der im Oktober 2007 in Taiwan eingeführt wurde und seit Januar 2008 in Europa erhältlich war. Der Hersteller hatte anfangs aufgrund hoher Nachfrage mit Verfügbarkeitsproblemen zu kämpfen. Anschließend stellten diverse Anbietern ähnliche Geräte vor. Im ersten Halbjahr 2009 wurden weltweit etwa 13,5 Millionen Geräte verkauft.

### Rechtsstreit zwischen Intel und Psion
Die Bezeichnung Netbook wurde von Chip-Hersteller Intel im Februar 2008 benutzt, obwohl Psion sein „Psion netBook“ bereits seit dem Jahr 2000 vermarktete. Außerdem wurde eine deutsche Wortmarke am 2. Oktober 2008 für die Markenklassen 09, 35 und 42 zur Eintragung angemeldet, die jedoch letztendlich zurückgewiesen wurde. Psion Teklogix beanspruchte die Bezeichnung „Netbook“ für sich. In einem Brief an Webseiten und Portale, die den Begriff in ihrer Berichterstattung verwenden, wies das Unternehmen an, dies künftig zu unterlassen – das Recht an der Marke läge bei ihnen. Anfang Februar 2009 erwirkte Psion die Sperrung des Begriffes bei Google AdWords. Dell und Intel hatten eine Klage zur Löschung des Begriffs Netbook als Marke erhoben, da es sich ihrer Meinung nach um einen Gattungsbegriff handelt. Am 1. Juni 2009 gab Psion auf seiner Website bekannt, dass es jedem Unternehmen erlaubt sei, den Begriff Netbook zu verwenden. Das Unternehmen habe sich im Rechtsstreit mit Intel „friedlich geeinigt“, heißt es in der Erklärung.

### Marktentwicklung
Nach einer Studie des Marktforschungsanbieters Gartner machten Netbooks bereits im zweiten Quartal 2008 3 % des weltweiten PC-Marktes aus, bevor viele der großen Anbieter überhaupt derartige Geräte anboten. Im dritten Quartal 2008 stieg dieser Anteil im Wirtschaftsraum Europa, Nahost und Afrika (EMEA) zusammen auf 10 %, in den USA auf 5 %. Eine andere Studie berichtet von 7,7 % für EMEA und nennt mit 2,2 Mio. Geräten erstmals konkrete Zahlen.
Von Analysten wurde das Netbook-Konzept als eine Herausforderung für die marktdominierende Position des Betriebssystem-Herstellers Microsoft gewertet, da durch die Konzentration auf grundlegende Funktionen und Internetnutzung das Betriebssystem unwichtiger werden könnte und somit auch die Weiterentwicklung von benutzerfreundlicheren Linuxsystemen von breiterem kommerziellen Interesse sein könnte. Das zeigte sich beispielsweise in den Bemühungen von Intel um das Moblin-Projekt. Diese Vision hat sich bis 2012 jedoch nicht bewahrheitet: ursprünglich eine reine Linux-Domäne, erhöhte sich bei den Netbook-Verkäufen mit vorinstallierten Betriebssystem der Windows-Anteil, mit dem verfügbar werden von Windows XP als Option 2008, bis 2009 auf über 90 %. Netbooks mit vorinstallierten Linux-Distributionen hatten mit überproportionalen Rückgabe- und Umtauschquoten durch die Käufer zu kämpfen.
Nach der Einführung der Tablet-PCs fiel das Absatzvolumen für Netbooks deutlich hinter die Erwartungen der Hersteller zurück. Microsoft stellte einen 40%igen Rückgang der Netbook-Verkäufe im ersten Quartal 2011 im Vergleich zum Vorjahresquartal fest. Große Netbook-Hersteller wie Acer und Asus haben 2015 die Einstellung der Produktion bekanntgegeben.

## Ausstattung

### Software
Die Wahl des Betriebssystems für Netbooks unterschied sich deutlich von der für andere PCs, da die Leistung begrenzt ist und Lizenzkosten relativ stärker ins Gewicht fallen.
Zur Markteinführung der Netbooks schied das zu dieser Zeit aktuelle Windows Vista als Betriebssystem aus, da die Leistung typischer Netbooks nur geringfügig über den Minimalanforderungen des Systems lag und vor allem die Lizenzkosten die Geräte deutlich verteuert hätten. In Europa waren die meisten Geräte noch für längere Zeit mit dem eigentlich eingestellten Vorgänger Windows XP ausgestattet, dessen Verfügbarkeit speziell für Ultra Low Cost PCs um zwei Jahre zunächst bis Juni 2010 verlängert worden war. Die Lizenz wurde je nach Leistung des Systems weiter verbilligt und die zulässige Ausstattung allerdings nach oben begrenzt. Maximal 1 GB Arbeitsspeicher waren zulässig; darüber sollte nach Microsofts Vorstellungen Windows Vista verwendet werden. De facto wurde diese Begrenzung jedoch entweder ignoriert oder Systeme mit mehr als 1 GB Arbeitsspeicher gar nicht mit Windows angeboten. Netbooks durften von den OEM-Herstellern nur bis 22. Oktober 2010 mit Windows XP vorinstalliert werden, hiernach wurde die neuere Betriebssystemversion Windows 7 Starter lizenziert.
Viele Netbooks wurden mit verschiedenen Linux-Versionen ausgeliefert; der Eee PC beispielsweise mit einer angepassten Version der Linux-Distribution Xandros, Des Weiteren wurden auch das Fedora-Derivat Linpus (beim Acer Aspire One) und SUSE Linux Enterprise Desktop 10 von Novell eingesetzt. Die Geräte von Dell und Toshiba benutzten eine angepasste Ubuntu-Version. Im Zusammenhang mit der Vorstellung des Atom-Prozessors richtete Intel unter dem Namen Moblin ein Entwicklerportal ein und stellte Linux-Kernel-Patches bereit, die über die Stromsparfunktionen der Plattform längere Akkulaufzeiten ermöglichen.
Ein weiteres linuxbasiertes Betriebssystem, das zuvor in Mobiltelefonen und Tablet-PCs eingesetzte Google Android, wurde im Februar 2009 von Google für den Einsatz in Netbooks angekündigt. Doch stattdessen lancierte Google Chromebooks.

### Hardware
Die Hardwareausstattung von verschiedenen Netbooks unterschied sich nur wenig. Ein im Vergleich zu normalen Notebooks sehr langsamer Prozessor wurde mit einem älteren Notebook-Chipsatz mit integrierter Grafikeinheit verbunden. Als Datenspeicher kamen teilweise Solid State Disks, zum größten Teil aber 2,5″-Festplatten zum Einsatz. Die verwendeten Displays haben zumeist eine (eher ungewöhnliche) Auflösung von 1024 × 600 Pixeln; einige Netbooks hatten HD-ready-Displays.
Netbooks, die von Mobilfunkanbietern subventioniert mit Vertrag angeboten worden sind, beinhalteten generell ein eingebautes Mobilfunkmodem mit entsprechender SIM-Karte. Üblich waren weiterhin teilweise Bluetooth und ein integriertes WLAN-Modem.

#### Prozessor

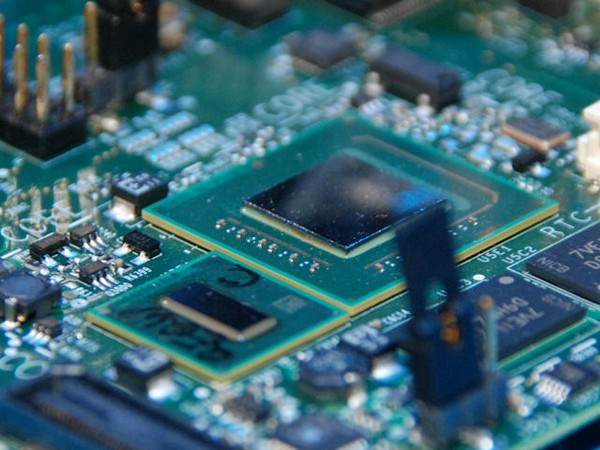
In vielen Netbooks fand der Prozessor Intel Atom N270 mit dem 945GSE-Chipsatz Verwendung (2009)

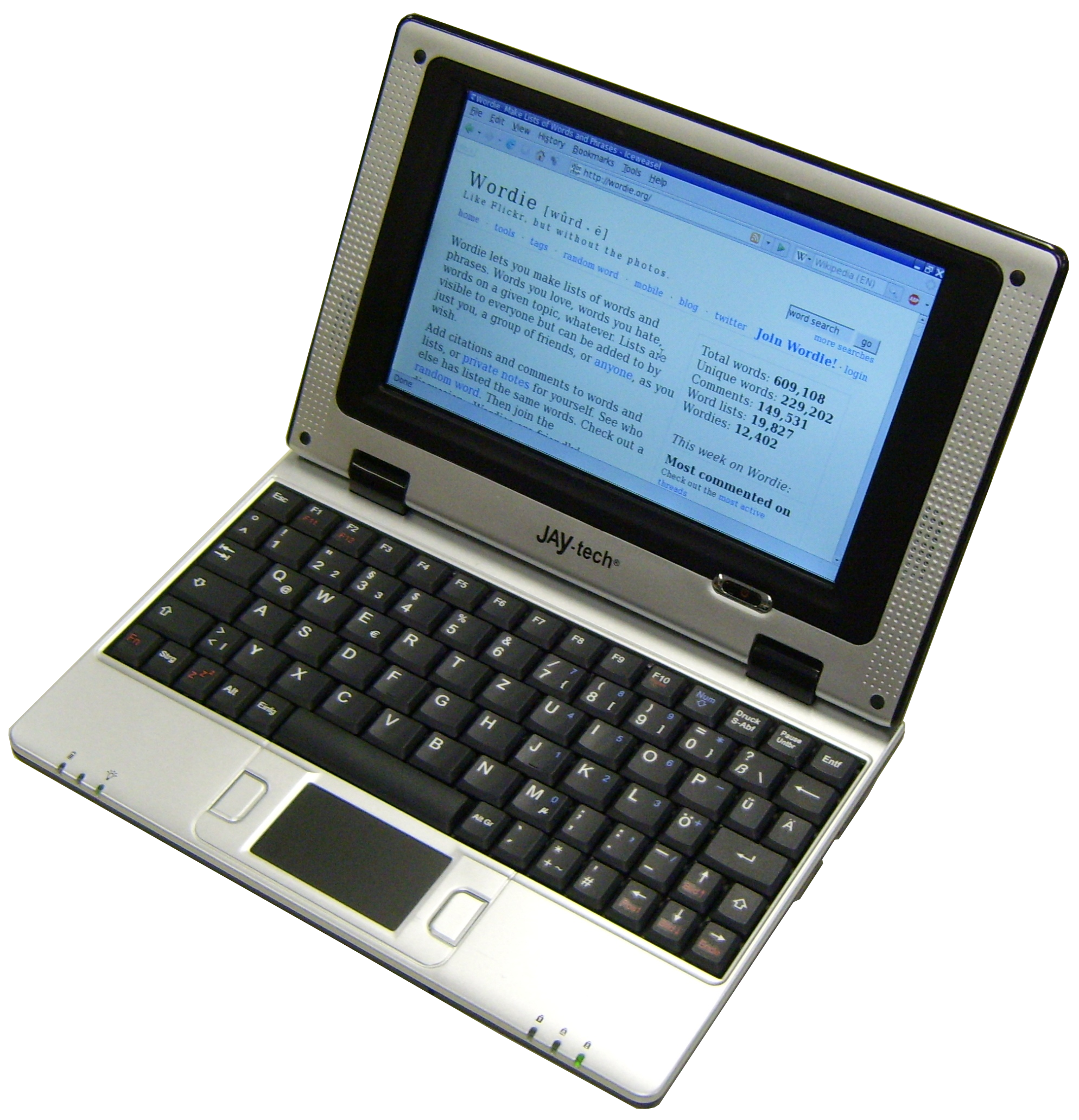
Das Skytone Alpha 400 verwendet eine 336-MHz-MIPSel-CPU (2008)

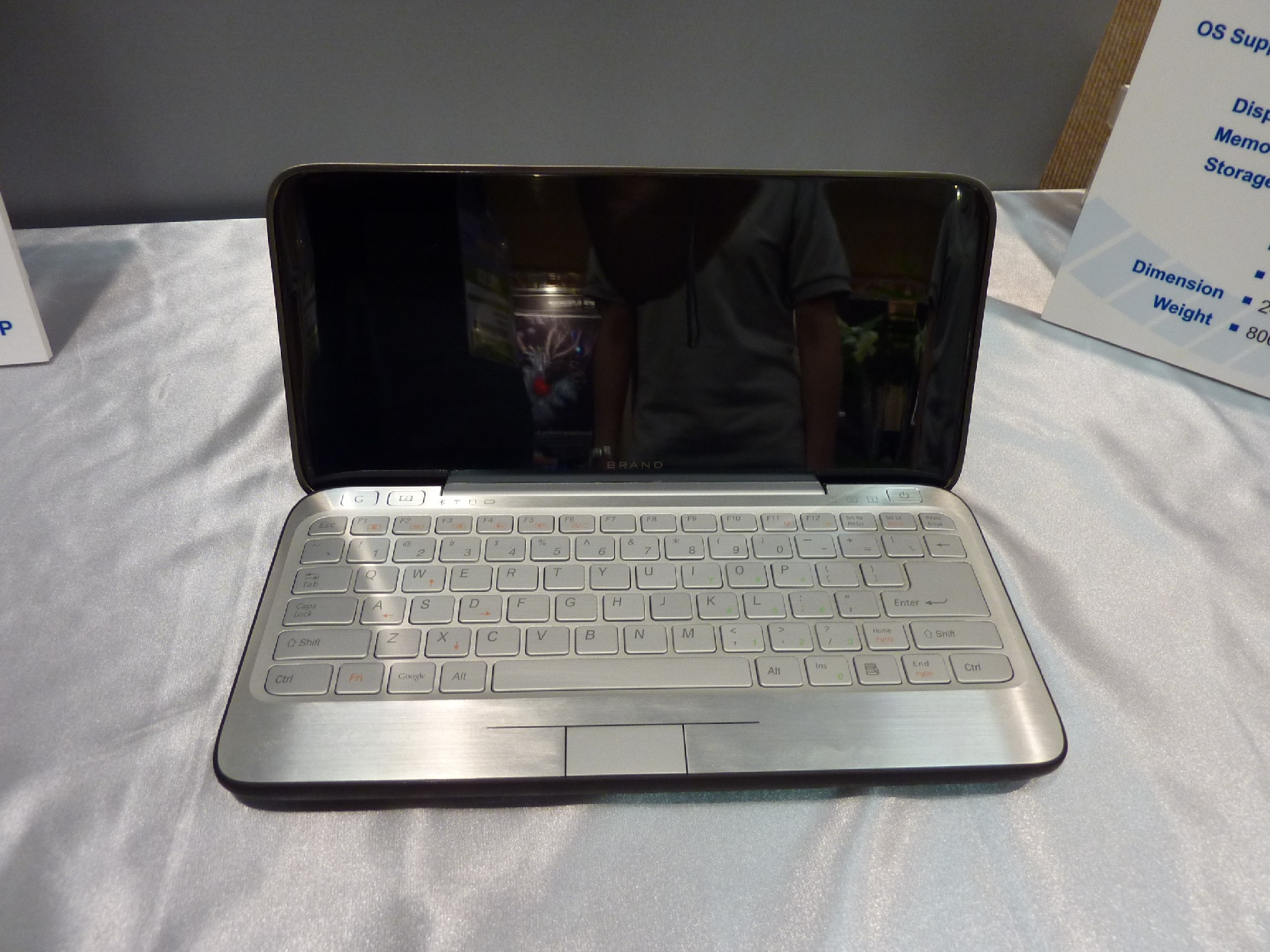
Im T800 von Elitegroup kam ein OMAP3-Prozessor mit wahlweise 800 MHz oder 1 GHz zum Einsatz (2009)

Der Asus Eee 700 bzw. 701 basierte noch auf einem Celeron-ULV-Prozessor, der von den ursprünglichen 800 oder 900 MHz nochmals um etwa 1/3 verlangsamt wird, um so den Energieverbrauch zu senken. Spätere Modelle verwendeten dann Prozessoren, die speziell für diese Geräte gedacht waren.
Die meisten Netbooks verwendeten hierbei die Intel-Atom-Prozessoren, die zwischenzeitlich mehrfach verbessert wurden. Teilweise wurden diese aufgrund der sehr niedrigen Leistung der integrierten Grafikeinheit mit Nvidia-ION-Grafikkernen kombiniert.
Später wurden in High-End-Netbooks aber auch speziell dafür konzipierte, stromsparende Core-i-Prozessoren eingebaut. Sie waren zwar teurer, erzielten aber eine höhere Leistung und boten meist weitere Funktionen wie zum Beispiel Turbo Boost oder integrierte Grafikprozessoren.
Von AMD wurden Netbooks anfangs eher abgelehnt, eingesetzt wurden vereinzelt die veralteten Geode-Prozessoren oder verschiedene AMD-Neo-Versionen. Anfang 2011 stand mit AMD Fusion jedoch eine für diesen Bereich geeignete Architektur zur Verfügung, die sich auch am Markt verbreitete.
Einige Anbieter, unter anderem Hewlett-Packard, setzten auch auf einen C7-Prozessor von VIA, der als preisgünstiger, aber deutlich langsamer als die Intel-CPUs galt. Als Nachfolger erschien hier der pinkompatible VIA Nano, der zumindest mit Intel gleichziehen sollte. Um diesen herum haben VIA und Nvidia eine komplette Plattform für Netbooks und UMPCs entwickelt.
Ebenfalls fanden sich Netbooks auf dem Markt, die einen besonders stromsparenden x86 SoC verwendeten. Gleichzeitig fanden sich in besonders günstigen Geräten auch Prozessoren, die die MIPS-Architektur verwendeten.

#### Datenspeicher
Durch die Optimierung auf geringen Stromverbrauch, günstigen Preis und kompakte Bauform erscheinen übliche Notebook-Festplatten für Netbooks teilweise überdimensioniert. Aus diesem Grund verfügten die ersten Geräte dieser Klasse ausschließlich über Solid-State-Drives (SSD) mit einer Kapazität von wenigen Gigabyte. Festplatten wurden in diesen Größen nicht mehr angeboten und würden in den Geräten wesentlich mehr Platz verbrauchen. Mit dem Aufkommen größerer Netbooks mit einer Bilddiagonalen von 9 bis 10″ wurden jedoch zunehmend konventionelle 2,5″-Festplatten verbaut – üblicherweise mit 160, 250, 320 oder 500 GB –, die einige Vorteile der Solid-State-Drives wie beispielsweise die bessere Stoßfestigkeit nicht mehr boten, dafür aber wesentlich mehr Datenspeicher für den gleichen Preis boten.

#### Kommunikation
Vorgesehen für die mobile Nutzung war der WLAN-Standard. Auch Bluetooth-Module waren vergleichsweise häufig eingebaut. Eher selten (Beispiel: Samsung NC10 BH) waren jedoch integrierte UMTS-Module zu finden, die für den mobilen Internetzugang außerhalb von Hot Spots benötigt werden. Durch das eingebaute UMTS-Modul wurde keine USB-Schnittstelle für einen UMTS-Stick benötigt.

## Nettop

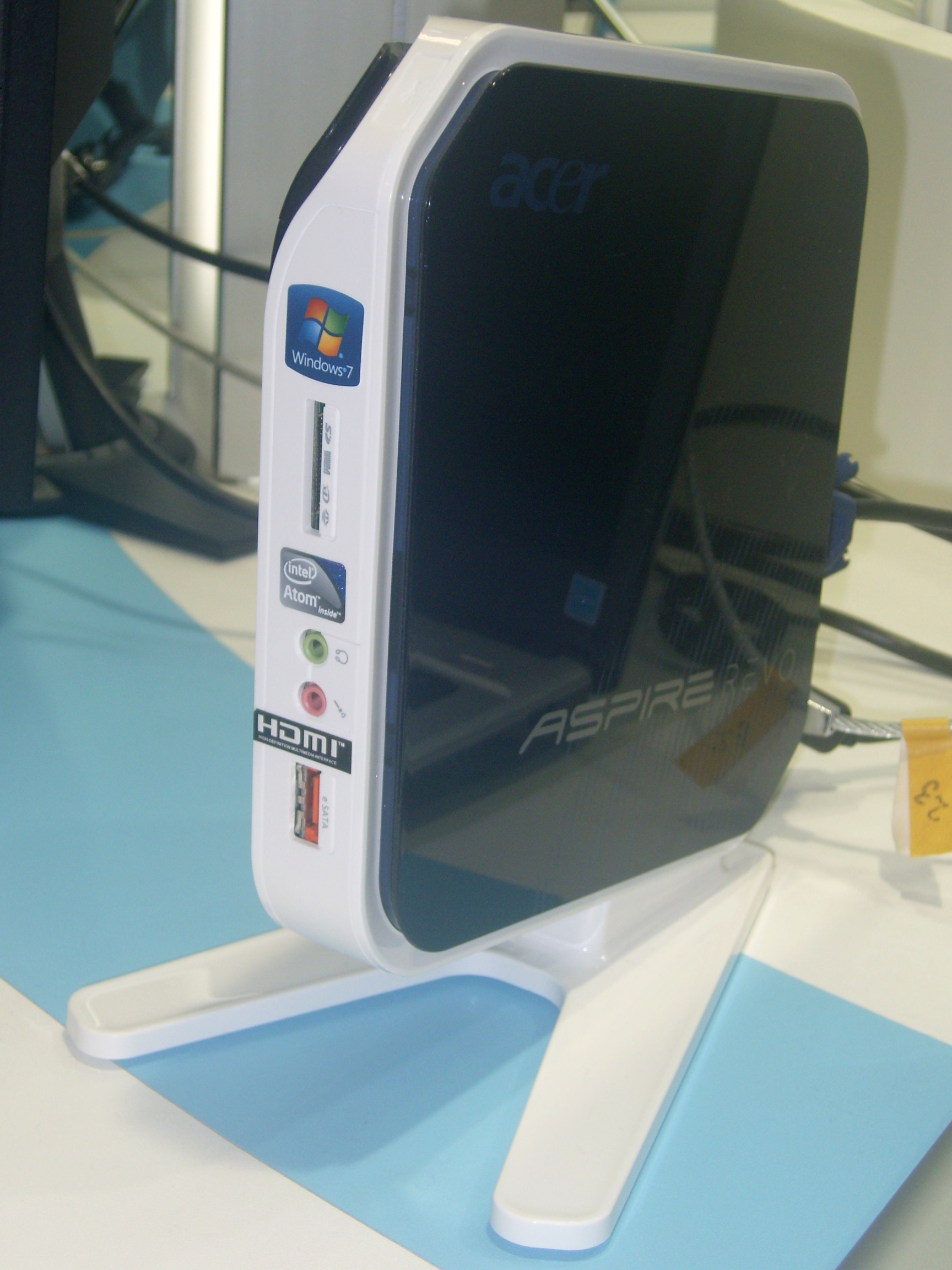
Nettop „Aspire Revo“ von Acer (2009)

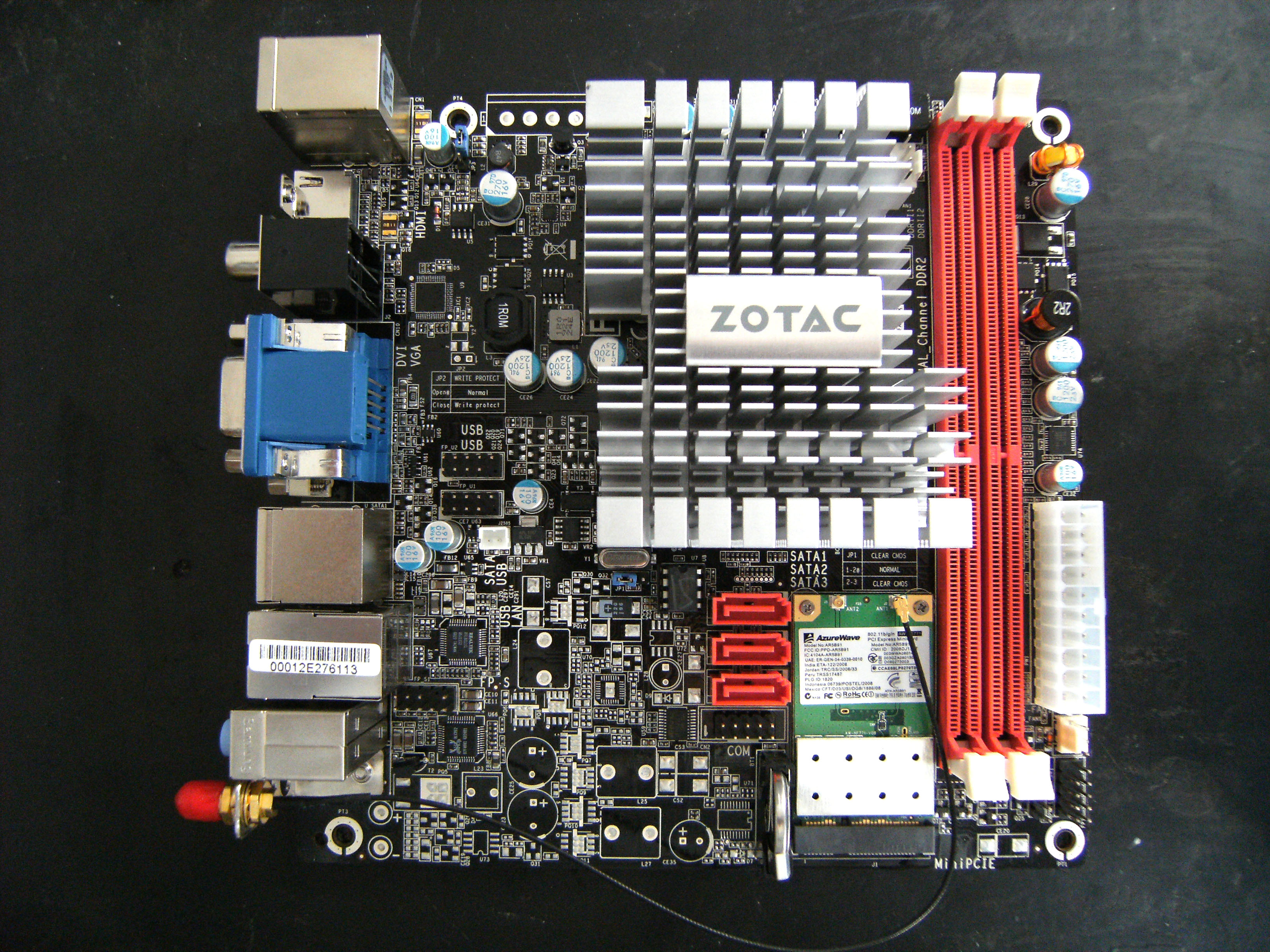
Mini-ITX-Platine von Zotac (2009)

Die Bezeichnung Nettop wurde seit 2008 bis Anfang der 2010er Jahre für im Leistungsumfang mit seinerzeitigen Netbooks vergleichbare Desktop-PCs verwendet, wie sie 2008 z. B. in Form der Asus EeeBox b202 oder dem MSI Wind PC angeboten waren. Nettops konnten entweder als Komplettsystem oder auch in Einzelteilen gekauft werden. Mainboards für Nettops waren meist im Mini-ITX-Format mit aufgelötetem Prozessor und bereits aufgesetztem Kühler erhältlich.
Die Geräte basierten, abhängig vom Gehäuse und Mainboard, häufig auf den aus Note- und Netbooks bekannten Bauteilen, wie etwa 2,5″-Festplatten oder SODIMM-Speichermodulen, sowie auf verschiedenen Varianten des Intel-Atom- und Celeron-M-Prozessors beziehungsweise deren Nachfolgern. Zahlreiche Firmen wie Intel bieten Mini-ITX-Mainboards an, die mit einem fest aufgelöteten Atom-Prozessor bestückt sind.
Nettops waren in der Regel nur begrenzt aufrüstbar (Festplatte, RAM) und verfügten wie Netbooks lediglich über eine ausreichende Leistung. Dafür waren sie jedoch sehr preiswert und zeichnen sich durch einen vergleichsweise geringen Stromverbrauch aus.
Bei Modellen um 2010 konnte durch die Weiterentwicklung des Chipsatzes der Stromverbrauch weiter gesenkt werden. Ein voll ausgestatteter Nettop, basierend auf der Intel-Hauptplatine D510MO, die mit dem Atom-D510-Prozessor ausgestattet war, benötigte selbst unter Last nur 27 Watt. Nettops mit dem weit verbreiteten Vorgänger (Intel Atom 330) benötigten im Schnitt noch 35 Watt unter Last.
Des Weiteren arbeiteten Nettops sehr leise oder bei passiv gekühlten Komponenten in Kombination mit einem Solid-State-Drive völlig geräuschlos. Beispielsweise verursachte die 2008 erschienene EeeBox b202 von Asus unter Volllast lediglich einen Geräuschpegel von 26 dB. Darüber hinaus waren bei diesen Geräten spezielle Gehäuseformen mit einem Volumen von maximal zwei Litern marktüblich. Einige Varianten ließen sich sogar an die Rückwand eines Monitors montieren oder waren direkt in das Monitorgehäuse integriert.
Seit Mitte der 2010er Jahre ist die eigenständige Geräteklasse „Nettop“ durch Mini-PCs abgelöst, die mit ähnlichen oder kleineren Abmessungen und einem weiten Spektrum an Ausführungen in Preis, Leistungsfähigkeit und Geräuschpegel verfügbar sind.